# Oegstgeest
Oegstgeest (em Português, também "Rosterreste")  é uma cidade e município da província da Holanda do Sul no oeste dos Países Baixos. Sua população era de 22.576 em 2008. Oegstgeest fica próxima de Leiden e das cidades praianas de Noordwijk e Katwijk
Na cidade localiza-se o Museu Corpus.
A cidade é conhecida como a mais segura da Holanda e onde tem as crianças mais felizes do país.